# Roman Ehrlich
Roman Ehrlich (* 1983 in Aichach) ist ein deutscher Schriftsteller.

## Biografie
Ehrlich wuchs in Neuburg an der Donau auf. Nach einer abgebrochenen Berufsausbildung zum Radio- und Fernsehtechniker studierte er am Deutschen Literaturinstitut Leipzig. Anschließend immatrikulierte er sich für ein Studium der Neueren Deutschen Literatur an der FU Berlin, brach dieses nach einiger Zeit jedoch ab. Er schreibt Prosa und Dramatik. 2011 war er Finalist beim 19. open mike. Auf Einladung von Paul Jandl nahm er 2013 am Wettbewerb um den Ingeborg-Bachmann-Preis in Klagenfurt teil. Im Juli 2013 erschien sein Debütroman Das kalte Jahr beim DuMont Buchverlag und 2014 sein Erzählungsband Urwaldgäste. 2017 folgte mit Die fürchterlichen Tage des schrecklichen Grauens ein weiterer Roman. 2020 erschien der Roman Malé. Ehrlich war Mitherausgeber der Tippgemeinschaft und der Literaturanthologie Edition NB. Roman Ehrlich lebt in Berlin-Wedding.

## Auszeichnungen
- 2010 Literaturkurs der 34. Tage der deutschsprachigen Literatur[7]
- 2010 Werkstatttage des Wiener Burgtheaters[8]
- 2011 Arbeitsstipendium der Kulturstiftung des Freistaates Sachsen[9]
- 2011 Autorenwerkstatt Prosa am Literarischen Colloquium Berlin[10]
- 2014 Literaturpreises der Stadt Bremen (Förderpreis)
- 2014 Robert-Walser-Preis für den Roman Das kalte Jahr
- 2015 Aufenthaltsstipendium der Villa Aurora in Los Angeles[11]
- 2016 Ernst-Toller-Preis
- 2017 Alfred Döblin-Medaille der Akademie der Wissenschaften und der Literatur, Mainz[12]

## Werke

### Eigenständige Veröffentlichungen
- Das kalte Jahr (Roman). DuMont Buchverlag, Köln 2013, ISBN 978-3-8321-9725-4.
- Urwaldgäste (Erzählungen). DuMont Buchverlag, Köln 2014, ISBN 978-3-8321-9753-7.
- Die fürchterlichen Tage des schrecklichen Grauens (Roman). S. Fischer, Frankfurt a. M. 2017, ISBN 978-3-10-002531-9.
- Das Theater des Krieges / Theatre of War (mit Michael Disqué). Spector Books, Leipzig 2017, ISBN 978-3-95-905101-9
- Überfahrt (mit Michael Disqué). Spector Books, Leipzig, 2020, ISBN 978-3-95-905369-3
- Malé (Roman). S. Fischer, Frankfurt a. M. 2020, ISBN 978-3-10-397221-4
- Videotime (Roman). S. Fischer, Frankfurt a. M. 2024, ISBN 978-3-10-397197-2

### Anthologien und Literaturzeitschriften (Auswahl)
- Dog Day Cicadas. In: Anke Bastrop und Katja Thomas (Hrsg.), Kein Hügel für die wilden Pferde, Connewitzer Verlagsbuchhandlung, Leipzig 2010, ISBN 978-3-937799-51-3.
- Ein Gesuch. In: 19. open mike – Internationaler Wettbewerb junger deutschsprachiger Prosa und Lyrik, Allitera Verlag, München 2011, ISBN 978-3-86906-224-2.
- Die Seekuh Tiffany. In: Edit – Papier für neue Texte 59, Sommer 2012.